# Józef Maksymilian Ossoliński

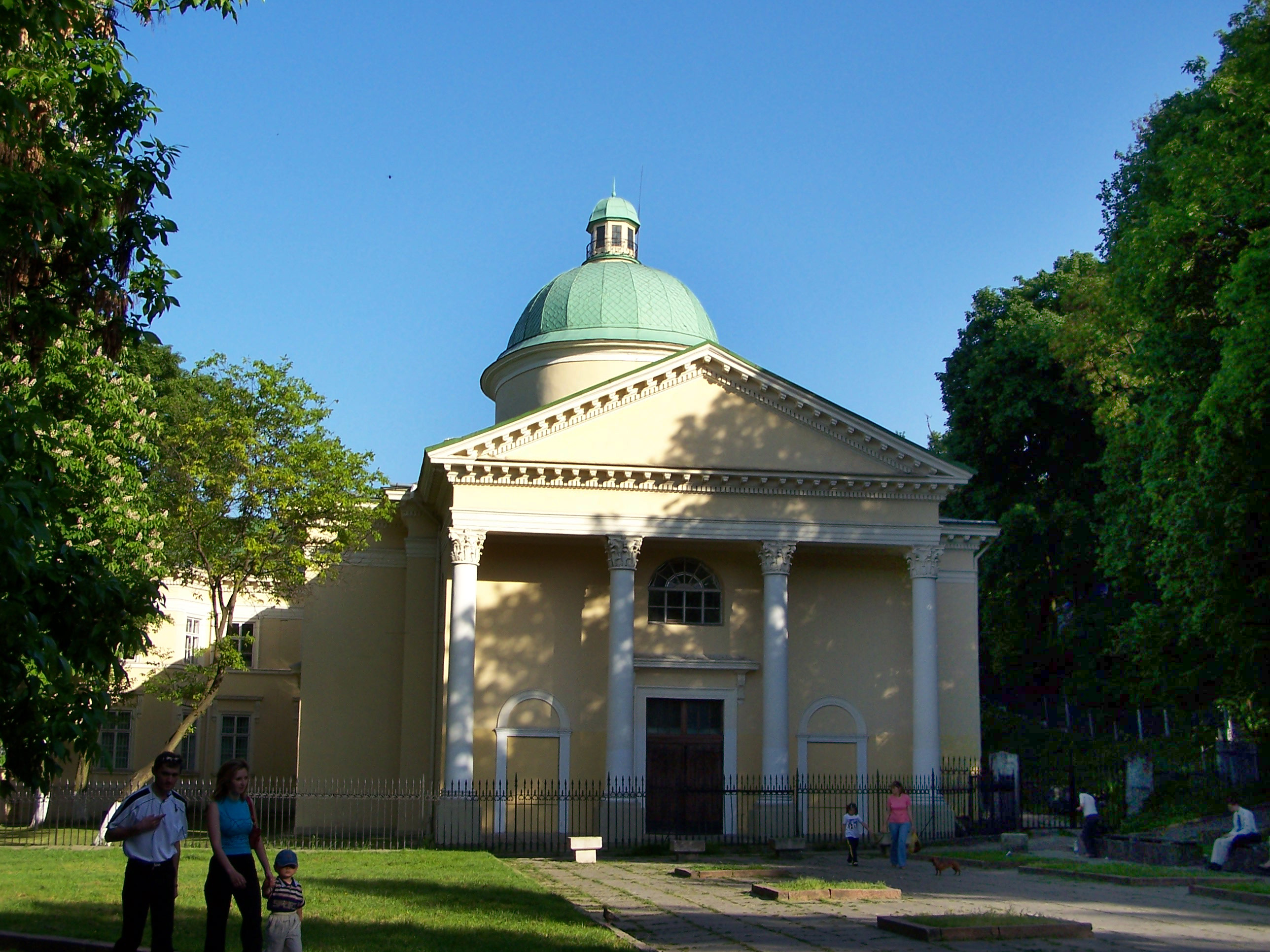
Az egykori Ossolineum épülete Lvivben

Józef Maksymilian Ossoliński (Wola Mielecka, 1748. – Bécs, 1826. március 17.) lengyel politikus, író, Tenczyn grófja.

## Életpályája
A varsói jezsuita kollégiumban tanult és aztán tagja lett annak az irodalmi körnek, melyet II. Szaniszló Ágost Varsóban maga körül gyüjtött. Mikor Lengyelország első felosztása után birtokai osztrák fennhatóság alá jutottak, Ossoliński 1789-ben Bécsbe került, mint a galíciai rendek követségének tagja. I. Ferenc valóságos titkos tanácsossá és a császári könyvtár igazgatójává nevezte ki. Ezen minőségében igen sok szláv régiséget, főleg ó-lengyel irodalmi emlékeket gyűjtött össze, melynek külön intézetet (Ossoliński-intézet) emelt 1817-ben Lembergben és a galíciai rendekre hagyott. Az intézet 1826-ban nyitotta meg kapuit, a 19. század végére már körülbelül 100 000 kötetes, leginkább lengyel művekből álló, vagy Lengyelországra vonatkozó könyvtára, továbbá gazdag képtára, érem- és fegyvergyűjteménye volt. Ossoliński legnevezetesebb műve: Wiadomosci historyczno-krytyczne do dziejów literatury polskiej (3 kötet, Krakkó, 1819. a 4. kötetet kiadta Bielowski, Lemberg, 1852). Ossoliński öregségére megvakult és ekkor mondta tollba Rozmyslania slepego c. kötetét. Hagyatékából jelent meg: Wieczory badenskie (Krakkó, 1852), kísértetes történetek.